# Трансформери (фільм)
«Трансфо́рмери» (англ. Transformers) — фантастичний бойовик, відзнятий у 2007 році режисером Майклом Беєм за мотивами серії іграшок компанії «Hasbro» та однойменного мультсеріалу.

## Сюжет
Фільм починається розповіддю робота-трансформера Оптимуса Прайма про минуле рідної планети трансформерів, Кібертрона. На ній точилася війна між двома фракціями, Автоботами і Десептиконами (в українському перекладі — Обманоїди), за володіння Кубом-Всеіскрою — таємничим артефактом, який дав життя цим роботам. Іскра була загублена в ході війни і тривалий час її не можна було знайти, поки виснажений війною Кібертрон помирав. Лідер Десептиконів Меґатрон вирушив на її пошуки. Знайшов він її на Землі, але зазнав аварії біля полюса та вмерзнув у лід.
На початку XXI століття загін Десептиконів, до складу якого входять Блекаут, Скорпонок, Френзі, Беррікейд, Старскрім, Боункрашер і Броул, прибуває на Землю, з метою маскування набувши форм земного транспорту. Блекаут і Скорпонок нападають на американську військову базу в Катарі з метою добути інформацію про місце перебування Меґатрона і Всеіскри. Зазнавши невдачі, Десептикони зважуються на другу спробу. Френзі проникає на борт літака президента США, зламує комп'ютер і визначає місце перебування Меґатрона. Він виявляє також, що власником карти, де вказані координати Іскри, є школяр Сем Вітвікі — прапраправнук капітана Арчібальда Вітвікі. На його окулярах відбилося зображення з чужопланетного корабля. Френзі і Беррікейд починають шукати Сема, виявивши оголошення про продаж ним окулярів.
Тим часом у Департаменті оборони США всі стурбовані подією в Катарі і готуються до завдання удару у відповідь по передбачуваному противнику. Експерт Меггі Медсен першою висловлює здогад щодо інопланетної природи сигналу, за допомогою якого був зламаний секретний код доступу. Позаяк їй ніхто не вірить, вона таємно копіює цей сигнал на флешку, і за допомогою свого приятеля — хакера Глена — їй вдається його розшифрувати, але в цей момент їх арештовує ФБР.
Автобот на ім'я Бамблбі (в українському перекладі — Бджілка)), замаскований під автомобіль Chevrolet Camaro, також з'являється на Землі. Він розшукує Сема Вітвікі, який саме шукає собі дешевий автомобіль. Бамблбі допомагає Сему привернути увагу Мікаели Бейнс, його однокласниці-красуні. Вночі Бамблбі вирушає на звалище передати сигнал іншим трансформерам, свідком чого стає Сем.
Тікаючи, наляканий Сем потрапляє в руки поліції. Повернувшись, від знаходить авто на місці, але тепер побоюється його. В підземній стоянці на Бамблбі з Семом нападає Десептикон Беррікейд. Він переслідує їх і вимагає, щоб той віддав йому окуляри прадіда. Бамблбі доводиться трансформуватися і вступити в бій. Після перемоги Бамблбі забирає з собою Сема і Мікаелу, щоб зустрітися з іншими Автоботами. По дорозі Мікаела зауважує, що Бамблбі міг би вибрати гарнішу форму; у відповідь Бамблбі перетворюється на дорогу модель «Chevrolet Camaro». Автоботи — Оптімус Прайм, Джаз, Айронхайд і Ретчет — приземляються і набувають форм земних машин.
Після першого знайомства Оптимус роз'яснює Сему, що їхня мета — знайти і знищити Іскру, щоб Десептикони не могли скористатися нею. Сем, Мікаела і автоботи вирушають до Сема додому, щоб забрати окуляри з координатами Іскри. Сему доводиться вигадувати для батьків пояснення аби не видати прибульців. Несподівано в будинок вриваються представники секретної організації «Сьомий сектор» на чолі з Сіммонсом, і забирають Сема й Мікаелу на допит. Автоботи звільняють Сема і його подругу, але Сіммонс викликає підкріплення, його людям вдається захопити в полон Бамблбі. Попри протести Сема, який запевняє, що Бамблбі — на боці землян, вони відвозять безпорадного автобота до греблі Гувера, куди ще в 1935 році були поміщені заморожений Меґатрон і Всеіскра.
Тим часом міністр оборони США, дізнавшись, що винуватці події в Катарі — дійсно інопланетяни, вирішує особисто вирушити до греблі Гувера, взявши з собою Меггі Медсен і Глена. Туди ж привозять і Сема з Мікаелою. Агент Сіммонс демонструє міністру могутність Іскри, випромінювання якої оживляє мобільний телефон, перетворивши його на трансформера Мінікона.
Френзі під виглядом мобільного телефона таємно прокрадається разом з людьми на греблю і впускає туди інших Десептиконів. Старскрім руйнує систему енергопостачання «Сьомого сектора», охолодження виходить з ладу і Меґатрон прокидається. Сем переконує агентів «Сьомого сектора» відпустити Бамблбі, щоб той міг передати Іскру Оптімусу Прайму. Бамблбі зменшує Іскру до такого розміру, щоб її могла взяти людина; після цього всі автоботи, захопивши з собою Сема, Мікаелу й Іскру, виїжджають. Десептикони переслідують їх до сусіднього міста.
У місті битва відновлюється з новою силою. Капітан Леннокс доручає Сему зберігати Всеіскру та передати її ВПС США. Проте її дія спричиняє перетворення навколишньої техніки на трансформерів. Коли, нарешті, наближається довгоочікуваний літак, це виявляється замаскований Старскрім. Він калічить Бамблбі, той влучним пострілом вражає Броула, Меґатрон власноруч розриває Джаза на частини, Оптимус Прайм в сутичці перемагає Боункрашера, Леннокс вбиває Блекаута. Нарешті, Прайм і Меґатрон сходяться в поєдинку. Фінал дуелі вирішує Сем, який знищує Меґатрона й Іскру, помістивши її в груди лідера Десептиконів. Перевантажений її енергією, лиходій згорає, але і Всеіскра знищена.
Залишки вбитих Десептиконів затоплюють в океані, щоб їх ніхто не використав для зла, а Беррікейд, Старскрім і Скорпонок тікають. Втративши Всеіскру, Автоботи вирішують залишитися на Землі, адже тепер не можуть відродити батьківщину. Оптимус виголошує промову про хоробрість людей і посилає сигнал в космос, закликаючи інших трансформерів прибути на цю планету.
У титрах міститься комічна сцена, де у батьків Сема Вітвікі беруть інтерв'ю. Ті не вірять в існування трансформерів і вважають, що якби іншопланетяни існували, то влада зазделегідь попередила б їх.

## У ролях
| Актор                 | Роль              |
| --------------------- | ----------------- |
| Шая Лабаф             | Семуель Вітвікі   |
| Меган Фокс            | Мікаела Бейнс     |
| Джош Демел            | Вільям Леннокс    |
| Тайріз Гібсон         | Роберт Еппс       |
| Джон Туртурро         | Сеймур Сіммонс    |
| Кевін Данн            | Рональд Вітвікі   |
| Джулі Вайт            | Джуді Вітвікі     |
| Вільям Морган Шеппард | Арчибальд Вітвікі |
| Рейчел Тейлор         | Меггі Медсен      |
| Ентоні Андерсон       | Глен Вітман       |
| Омар Бенсон Міллер    | кузен Глена       |

## Дубляж українською
- Дмитро Малков — Семуель Вітвікі
- Наталя Романько-Кисельова — Мікаела Бейнс
- Юрій Коваленко — Вільям Леннокс
- Григорій Герман — Роберт Еппс
- Олег Лепенець — Сеймур Сіммонс
- Олександр Ігнатуша — Міністр оборони Джон Келер
- Микола Луценко — Рональд Вітвікі
- Лідія Муращенко — Джуді Вітвікі
- Микола Боклан —  Бобі Болівія
- Юрій Висоцький — Соццентний сержант Шарп
- Максим Кондратюк — Містер Хосні
- Борис Георгієвський — Оптимус Прайм
- Євген Сінчуков — Сталешкір
- Андрій Подубинський — Меґатрон
- Євген Малуха — Зорекрик
- Анатолій Барчук — Гайка
- Володимир Голосняк — Джаз
- Роман Семисал — Бджілка

А також: Іван Розін, Володимир Голосняк, Роман Семисал, Валерій Легін.
В українському перекладі частково дотримувалися назв та імен, відомих за мультсеріалом «Трансформери: Генерація 1». В ньому назви та імена персонажів перекладено дослівно: Оллспарк — Всеіскра, Бамблбі — Бджілка, Десептикони — Обманоїди тощо.

## Касові збори
Під час показу в Україні, що розпочався 5 липня 2007 року, протягом перших вихідних фільм демонстрували на 89 екранах, що дозволило йому зібрати $928,523 і посісти 1 місце в кінопрокаті того тижня. Фільм продовжував очолювати український кінопрокат і наступного тижня, адже демонструвався, знову ж таки, на 89 екранах і зібрав за ті вихідні ще $343,505. Загалом фільм в кінопрокаті України зібрав $2,076,813, посівши 4 місце серед найбільш касових фільмів 2007 року.